# Mykki Blanco
Michael David Quattlebaum Jr., känd under artistnamnet Mykki Blanco, född 2 april 1986,  är en amerikansk rappare, performancekonstnär, poet och aktivist.
Blanco har använt olika pronomen under sin karriär.  Från 2019 identifierar sig Mykki Blanco som transgender och använder hon eller hen som pronomen.

## Karriär
2012 debuterade Blanco med EP:n Mykki Blanco & the Mutant Angels.
I november 2012 släppte Blanco sitt mixtape Cosmic Angel: The Illuminati Prince / ss   producerades av Brenmar, Flosstradamus, Gobby, Le1f, Boody, Matrixxman och Sinden .  
2013 släppte Blanco sin andra EP Betty Rubble: The Initiation. I maj 2014 släpptes Spring/Summer 2014, och i oktober samma år släpptes hennes andra mixtape Gay Dog Food. Gay Dog Food har ett spår där Kathleen Hanna medverkar med en spoken word.  
Blancos debutalbum Mykki släpptes 16 september 2016.
År 2018 samarbetade Blanco med Kanye West på låten "Bye Bye Baby" för Wests skrotade album Yandhi. Låten läcktes senare.

## Artisteri

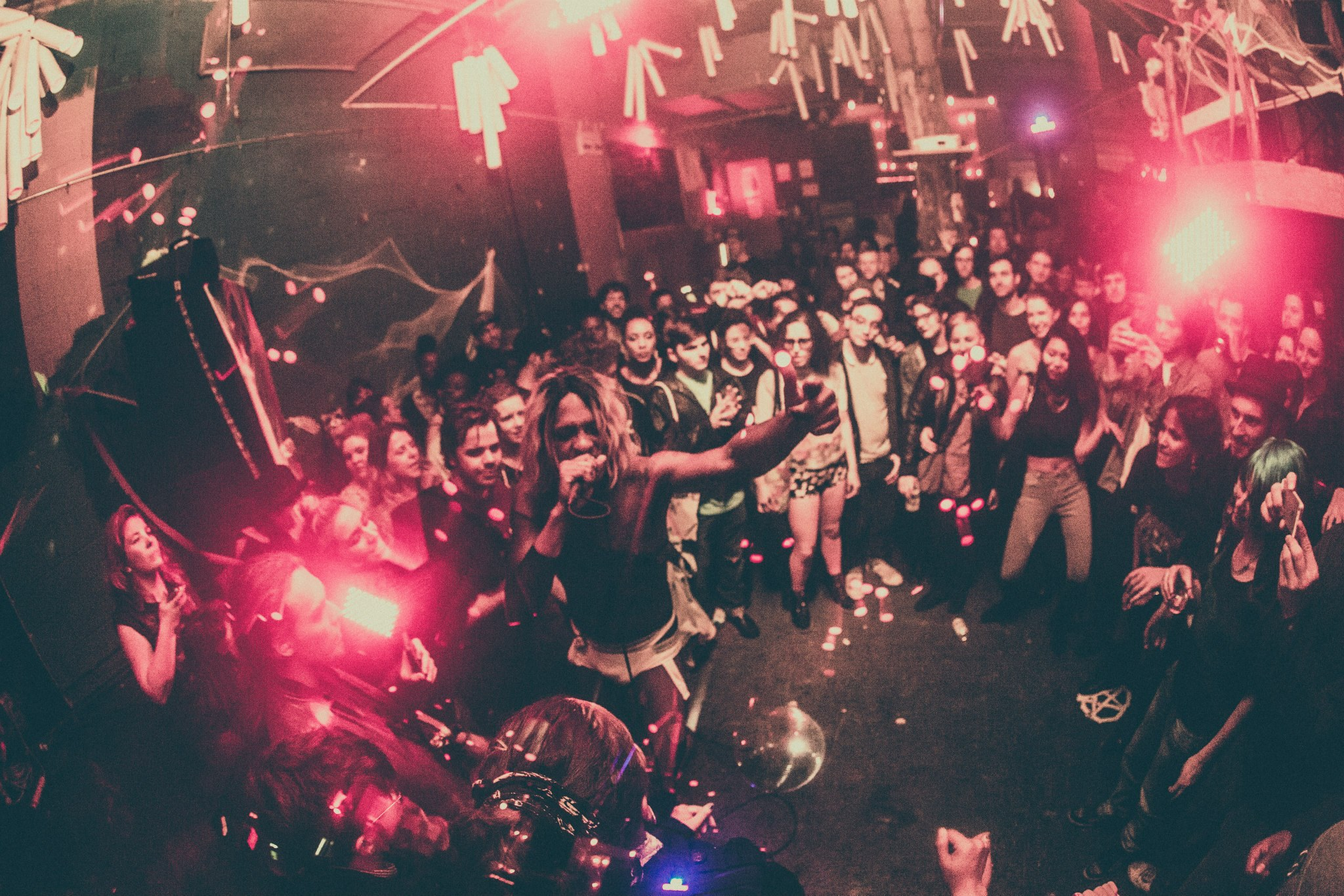
Blanco uppträder på Glasslands 2014.

Personan Mykki Blanco var från början en karaktär i en YouTube-video 2010, men utvecklades till ett musikaliskt performancekonstverk. Blancos namn är inspirerad av Lil 'Kims alter ego Kimmy Blanco.  Bland Blancos influenser finns Lil 'Kim, GG Allin, Jean Cocteau, Kathleen Hanna, Lauryn Hill, Rihanna, Marilyn Manson och Anaïs Nin.  Hon är också inspirerad av punken och rörelserna riot grrrlr och queercore, inte minst regissören Bruce LaBruce och dragqueen Vaginal Davis.
Blanco har kallats en av hiphopens queerpionjärer, men har själv motvilligt "accepterat" etiketterna "gay rap" eller "queer rap".   Blanco har ofta beskrivit sig i termer av andra artister och sagt att hon inte är en "Marilyn Manson" eller ens en rappare, utan snarare att hon vill vara Yoko Ono. Faktum är att albumet Mykki ursprungligen skulle få namnet Michael med hänvisning till Michael Jackson.
Blanco har också försökt att föra sina "persona" närmare sig själv som Quattlebaum genom att upprepade gånger ge uttryck för att hon är transfeminin, och att den estetiska utvecklingen av Mykki Blanco genom åren också är den estetiska utvecklingen av hela henne snarare än bara en "drag performance". 

## Privatliv
Mykki Blanco berättade i juni 2015 att hon varit HIV-positiv sedan 2011.  Informationen delades via Facebook under Pride, och inlägget gillades av 12 000 användare och delades över 700 gånger.
Mykki Blanco uttryckte oro över att inte kunna fortsätta sin musikkarriär efter att offentligt kommit ut som HIV-positiv, men de positiva reaktionerna efter har gjort Mykki Blanco fast besluten att fortsätta sitt artistskap.

## Diskografi

### Studioalbum
| Titel | Albuminformation                                                                                                  |
| ----- | --- |
| Mykki | - Släppt: 16 september 2016 - Etikett: Dogfood Music Group, Studio! K7 - Formater: Streaming, Digital nedladdning |

### EP
| Titel                                  | EP-detaljer                                                                      |
| -------------------------------------- | -------------------------------------------------------------------------------- |
| Mykki Blanco &amp; de mutanta änglarna | - Släppt: 15 maj 2012 - Etikett: UNO - Formater: Digital nedladdning             |
| Betty Rubble: The Initiation           | - Släppt: 21 maj 2013 - Etikett: UNO - Formater: Digital nedladdning             |
| Spring/Summer 2014                     | - Släppt: 20 juni 2014 - Etikett: UNO - Formater: Streaming, Digital nedladdning |

### Singlar

#### Som huvudartist
| Låt                                                      | År   | Album                                    |
| -------------------------------------------------------- | ---- | ---------------------------------------- |
| "Head Is a Stone"                                        | 2012 | Mykki Blanco & the Mutant Angels         |
| "Join My Militia"                                        | 2012 | Mykki Blanco & the Mutant Angels         |
| " Wavvy "                                                | 2012 | Cosmic Angel: The Illuminati Prince / ss |
| "Haze. Boogie. Life"                                     | 2013 | Cosmic Angel: The Illuminati Prince / ss |
| "Kingpinning (Ice Cold)"                                 | 2013 | Cosmic Angel: The Illuminati Prince / ss |
| "Feeling Special"                                        | 2013 | Betty Rubble: The Initiation             |
| "The Initiation"                                         | 2013 | Betty Rubble: The Initiation             |
| "She Gutta"                                              | 2014 | Spring/Summer 2014                       |
| "Wish You Would" (featuring Princess Nokia)              | 2014 | Spring/Summer 2014                       |
| "Runny Mascara"                                          | 2014 | Gay Good Food                            |
| "New Feelings"                                           | 2015 | Gay Good Food                            |
| "Self Destruction"                                       | 2015 | Gay Good Food                            |
| "High School Never Ends"                                 | 2016 | Mykki                                    |
| "The Plug Won't"                                         | 2016 | Mykki                                    |
| "Loner" (featuring Jean Deaux)                           | 2016 | Mykki                                    |
| "I'm in a Mood"                                          | 2017 | Mykki                                    |
| "You Will Find It" (featuring FaltyDL, Devendra Banhart) | 2020 |                                          |

#### Som gästartist
| Title                  | Year | Other artist(s)                   | Album                |
| ---------------------- | ---- | --------------------------------- | -------------------- |
| "Ring Around The Moon" | 2013 | Sinden                            | Ring Around The Moon |
| "Unclassified"         | 2014 | Etnik                             | Unclassified EP      |
| Buffalo                | 2014 | Basement Jaxx                     | Junto                |
| "Femmebot"             | 2017 | Charli XCX, Dorian Electra        | Pop 2                |
| "WTP"                  | 2018 | Teyana Taylor                     | K.T.S.E.             |
| "My Sex"               | 2018 | Brooke Candy, Pussy Riot, MNDR    | Non-album single     |
| "Play"                 | 2019 | J-E-T-S, Machinedrum, Jimmy Edgar | ZOOSPA               |
| "Collide"              | 2020 | Shea Couleé, GESS                 | Non-album single     |

## Publicerade verk
- 2011 - From the silence of Duchamp to the Noise of Boys